# Армения на зимних Олимпийских играх 1998
Армения принимала участие в Зимних Олимпийских играх 1998 года в Нагано (Япония) во второй раз за свою историю, но не завоевала ни одной медали.

## Результаты соревнований

### Горнолыжный спорт
Мужчины
| Соревнование | Спортсмен      | 1 спуск | 1 спуск | 2 спуск | 2 спуск | Всего   | Место |
| Соревнование | Спортсмен      | Время   | Место   | Время   | Место   | Всего   | Место |
| ------------ | -------------- | ------- | ------- | ------- | ------- | ------- | ----- |
| слалом       | Арсен Арутюнян | 1:07,51 | 34      | 1:07,60 | 26      | 2:15,11 | 27    |

### Лыжные гонки
Женщины
| Соревнование           | Спортсменка   | Результат | Отставание | Место |
| ---------------------- | ------------- | --------- | ---------- | ----- |
| 30 км свободным стилем | Алла Микаелян | 1:44:03,6 | +22:02,1   | 58    |

### Фигурное катание
| Соревнование    | Спортсмены                          | Обязательный танец 1 | Обязательный танец 1 | Обязательный танец 2 | Обязательный танец 2 | Короткая программа/ оригинальный танец | Короткая программа/ оригинальный танец | Произвольная программа/ произвольный танец | Произвольная программа/ произвольный танец | Всего     | Всего |
| Соревнование    | Спортсмены                          | Результат            | Место                | Результат            | Место                | Результат                              | Место                                  | Результат                                  | Место                                      | Результат | Место |
| --------------- | ----------------------------------- | -------------------- | -------------------- | -------------------- | -------------------- | -------------------------------------- | -------------------------------------- | ------------------------------------------ | ------------------------------------------ | --------- | ----- |
| Спортивные пары | Мария Красильцева Александр Честных |                      |                      |                      |                      | 9,0                                    | 18                                     | 19,0                                       | 19                                         | 28,0      | 19    |
| Танцы на льду   | Ксения Сметаненко Самвел Гезалян    | 4,8                  | 24                   | 4,8                  | 24                   | 14,4                                   | 24                                     | 24,0                                       | 24                                         | 48,0      | 24    |

### Фристайл
Могул
| Спортсмен      | Квалификация | Квалификация | Финал     | Финал     |
| Спортсмен      | Результат    | Место        | Результат | Место     |
| -------------- | ------------ | ------------ | --------- | --------- |
| Армен Рафаелян | 23,49        | 19           | не прошёл | не прошёл |